# Жайворонок ефіопський
Жа́йворонок ефіопський (Calandrella blanfordi) — вид горобцеподібних птахів родини жайворонкових (Alaudidae). Мешкає в Ефіопії і Еритреї. Вид названий на честь англійського натураліста Вільяма Томаса Бланфорда.

## Опис

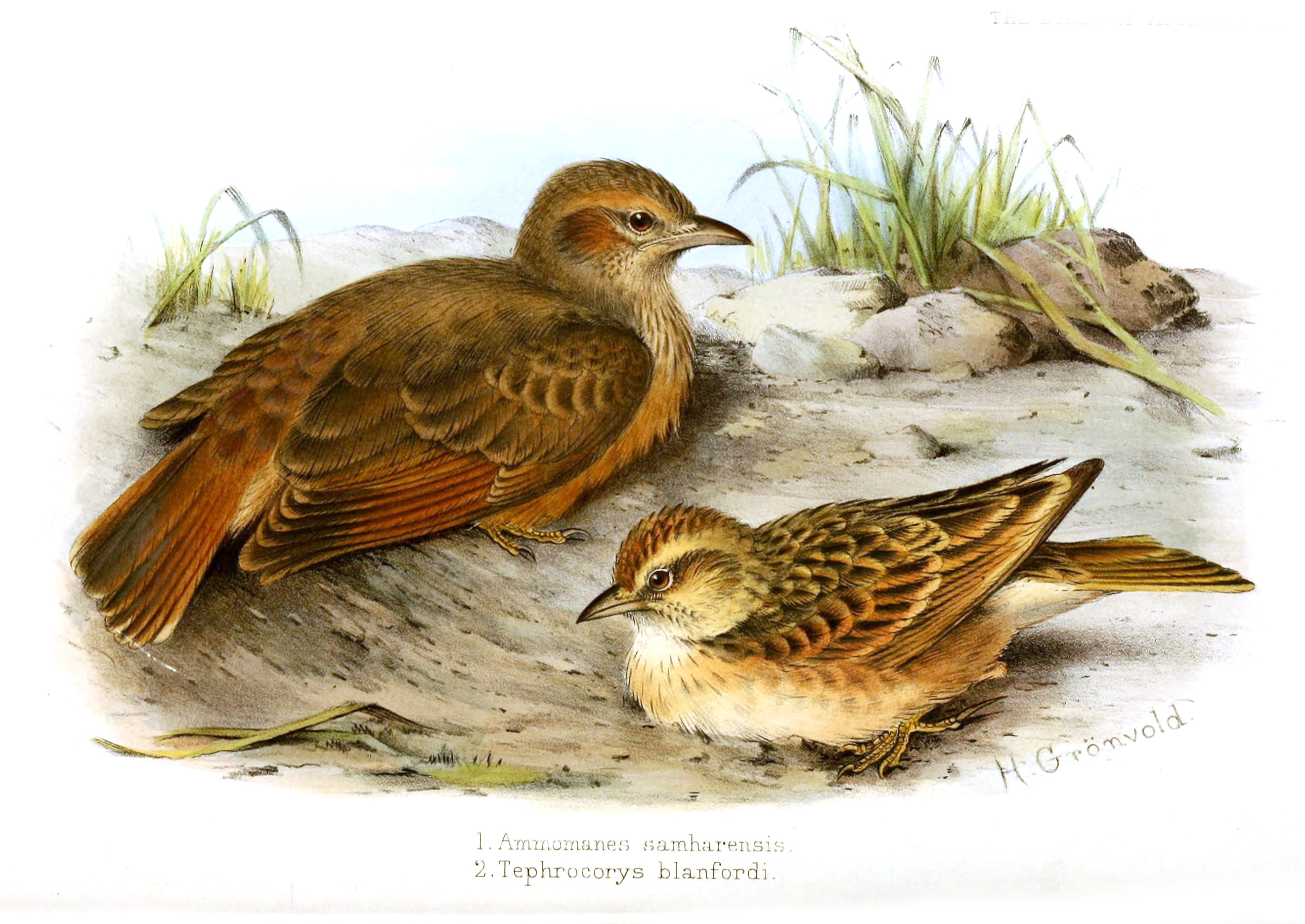
Пустельний жайворонок (зверху зліва) і ефіопський жайворонок (знизу справа)

Довжина птаха становить 12-13 см, довжина хвоста 49-52 мм, довжина дзьоба 9-10 мм. Виду не притаманний статевий диморфізм. Верхня частина тіла коричнева, поцяткована темними смужками, окремі пера на ній мають широкі охристі краї. Тім'я рудувато-коричневе, лоб світліший, менш яскравий, голова з боків сірувато-коричнева, через очі ідуть темні смуги. На верхній частині грудей з боків є темні плями. Груди, боки і стегна охристі, решта нижньої частини тіла білувата. Пера на тімені можуть ставати дибки при збудженні. 
У представників підвиду C. b. erlangeri верхня частина тіла сіра, сильно поцяткована темними смугами, лоб у них чорнуватий, тім'я темно-рудувате, підборіддя і горало біле, груди рудувато-коричневі.

## Підвиди
Виділяють два підвиди:.
- C. b. blanfordi (Shelley, 1902) — Еритрея і крайня північ Ефіопії;
- C. b. erlangeri (Neumann, 1906) — центральна Ефіопія.

Деякі дослідники виділяють підвид C. b. erlangeri у окремий вид — жайворонок рудоволий (Calandrella erlangeri). Рудоголовий жайворонок раніше вважався підвидом ефіопського жайворонка, однак був визнаний окремим видом.

## Поширення і екологія
Ефіопські жайворонки живуть у відкритих кам'янистих напівпустелях Ефіопського нагір'я, місцями порослих чагарниками, на висоті від 1800 до 2500 м над рівнем моря.. Взимку деякі популяції мігрують на більш низку висоту. Під час негніздового періоду зустрічаються зграйками.